# Zgromadzenie Ogólne Organizacji Narodów Zjednoczonych

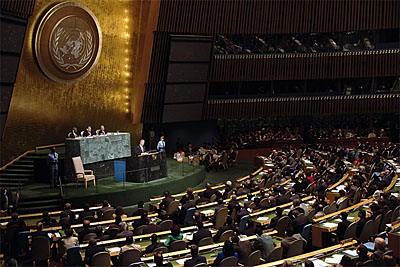
Zgromadzenie Ogólne podczas obrad

Zgromadzenie Ogólne Organizacji Narodów Zjednoczonych (ZO ONZ) – jeden z sześciu organów głównych Organizacji Narodów Zjednoczonych, utworzony na mocy Karty Narodów Zjednoczonych (1945); siedzibą organu jest Nowy Jork.

## Skład
Zgromadzenie Ogólne składa się z przedstawicieli wszystkich państw członkowskich Organizacji Narodów Zjednoczonych, z których każdemu przysługuje jeden głos, a każdy członek może mieć nie więcej niż pięciu przedstawicieli w ZO. Zbiera się ono na doroczne sesje zwyczajne, które rozpoczynają się każdego roku we wtorek następujący po drugim poniedziałku września oraz sesje nadzwyczajne, zwoływane na żądanie sekretarza generalnego lub większości członków (dotychczas odbyły się 24 sesje nadzwyczajne).

## Podejmowanie decyzji
Zgromadzenie podejmuje decyzje w formie uchwał, które mają charakter obowiązujący w kwestiach wewnętrznych, a zalecający, czyli nieobowiązkowy, dla państw członkowskich.

Uchwały Zgromadzenia Ogólnego w ważnych sprawach zapadają większością dwóch trzecich głosów:
- zalecenia dotyczące utrzymania międzynarodowego pokoju i bezpieczeństwa
- wybór niestałych członków Rady Bezpieczeństwa
- wybór członków Rady Gospodarczej i Społecznej
- wybór członków Rady Powierniczej
- przyjęcie nowego członka
- zawieszenie w korzystaniu z praw i przywilejów członkowskich
- wykluczenie członka
- kwestie dotyczące funkcjonowania systemu powiernictwa
- sprawy budżetowe.

Uchwały w innych sprawach, włączając w to ustalenie dodatkowych kategorii spraw wymagających rozstrzygnięcia większością dwóch trzecich głosów, zapadają zwykłą większością głosów członków obecnych i głosujących.

Do wyboru sędziów Międzynarodowego Trybunału Sprawiedliwości wymagana jest większość bezwzględna głosów.

Do uchwalania poprawek do Karty Narodów Zjednoczonych wymagana jest większość dwóch trzecich wszystkich członków Zgromadzenia Ogólnego.

## Kompetencje
Do kompetencji Zgromadzenia należy:
- rozpatrywanie i udzielanie rekomendacji we wszelkich sprawach wchodzących w zakres Karty Narodów Zjednoczonych oraz dotyczących kompetencji i funkcji któregokolwiek organu przewidzianego w Karcie NZ,
- rozpatrywanie i formułowanie rekomendacji dotyczących zasad współpracy w dziedzinie utrzymania międzynarodowego pokoju i bezpieczeństwa,
- inicjowanie badań i przekazywanie zaleceń w celu rozwijania współpracy międzynarodowej w dziedzinie politycznej i popierania rozwoju i kodyfikacji prawa międzynarodowego,
- inicjowanie badań i przekazywanie zaleceń w celu rozwijania współdziałania międzynarodowego w dziedzinie gospodarczej, społecznej, kulturalnej, oświaty, ochrony zdrowia, praw człowieka i podstawowych wolności bez różnicy rasy, płci, języka czy wyznania,
- rozpatrywanie raportów Rady Bezpieczeństwa i innych organów ONZ,
- rozpatrywanie i zatwierdzanie budżetu ONZ, także umów finansowych i budżetowych z organizacjami wyspecjalizowanymi,
- wybieranie niestałych członków Rady Bezpieczeństwa, Rady Gospodarczej i Społecznej, Rady Powierniczej, Międzynarodowego Trybunału Sprawiedliwości (wspólnie z RB), mianowanie Sekretarza generalnego ONZ (z rekomendacji RB).

W ramach Zgromadzenia Ogólnego funkcjonuje sześć tzw. głównych komitetów, które stanowią forum dyskusji dla państw-członków ONZ na temat zagadnień pogrupowanych tematycznie:
- Pierwszy Komitet: Sprawy rozbrojenia i bezpieczeństwa międzynarodowego
- Drugi Komitet: Sprawy ekonomiczne i finansowe
- Trzeci Komitet: Sprawy społeczne, kulturalne i pomoc humanitarna
- Czwarty Komitet: Sprawy polityczne i dekolonizacja
- Piąty Komitet: Sprawy administracyjne i budżetowe
- Szósty Komitet: Sprawy prawne[2]